# Deweyville (Texas)
Pour les articles homonymes, voir Deweyville.
Deweyville est une census-designated place située dans le comté de Newton, dans l’État du Texas, aux États-Unis. Sa population s’élevait à 571 habitants lors du recensement de 2020.